# Bahnhof Oberwesel
Der Bahnhof Oberwesel liegt an der linken Rheinstrecke zwischen Koblenz und Mainz im UNESCO-Welterbe Oberes Mittelrheintal. Die Station der Preisklasse 4 im südlichen Teil der Stadt Oberwesel wird durch den Regionalverkehr der Deutschen Bahn AG, der vlexx GmbH und der trans regio Deutsche Regionalbahn GmbH bedient.

## Geschichte
Mit der Erweiterung der linken Rheinstrecke von Koblenz nach Bingen ging Ende 1859 der Bahnhof Oberwesel in Betrieb. Im Jahr 1896 folgte der Bau des Hafengleises. Bereits 1907/08 wurde das Bahnhofsgebäude durch Anbauten an der Seite erweitert: Ein Dienstraum für den Fahrdienstleiter, eine Bahnhofswirtschaft sowie ein Wartesaal für die 3. Klasse kamen hinzu. Die Erneuerung der Empfangshalle und der Bau eines separaten Abortgebäudes an der Mainzer Straße fanden 1925–1927 statt. 1956 wurde eine Fußgängerunterführung unter den Gleisen eingebaut und 1969/70 das Relaisgebäude neben dem Empfangsgebäude errichtet. Im Jahr 2004 wurde schließlich im Zuge des Baus der P+R-Anlage das Toilettengebäude wieder abgerissen.

## Infrastruktur

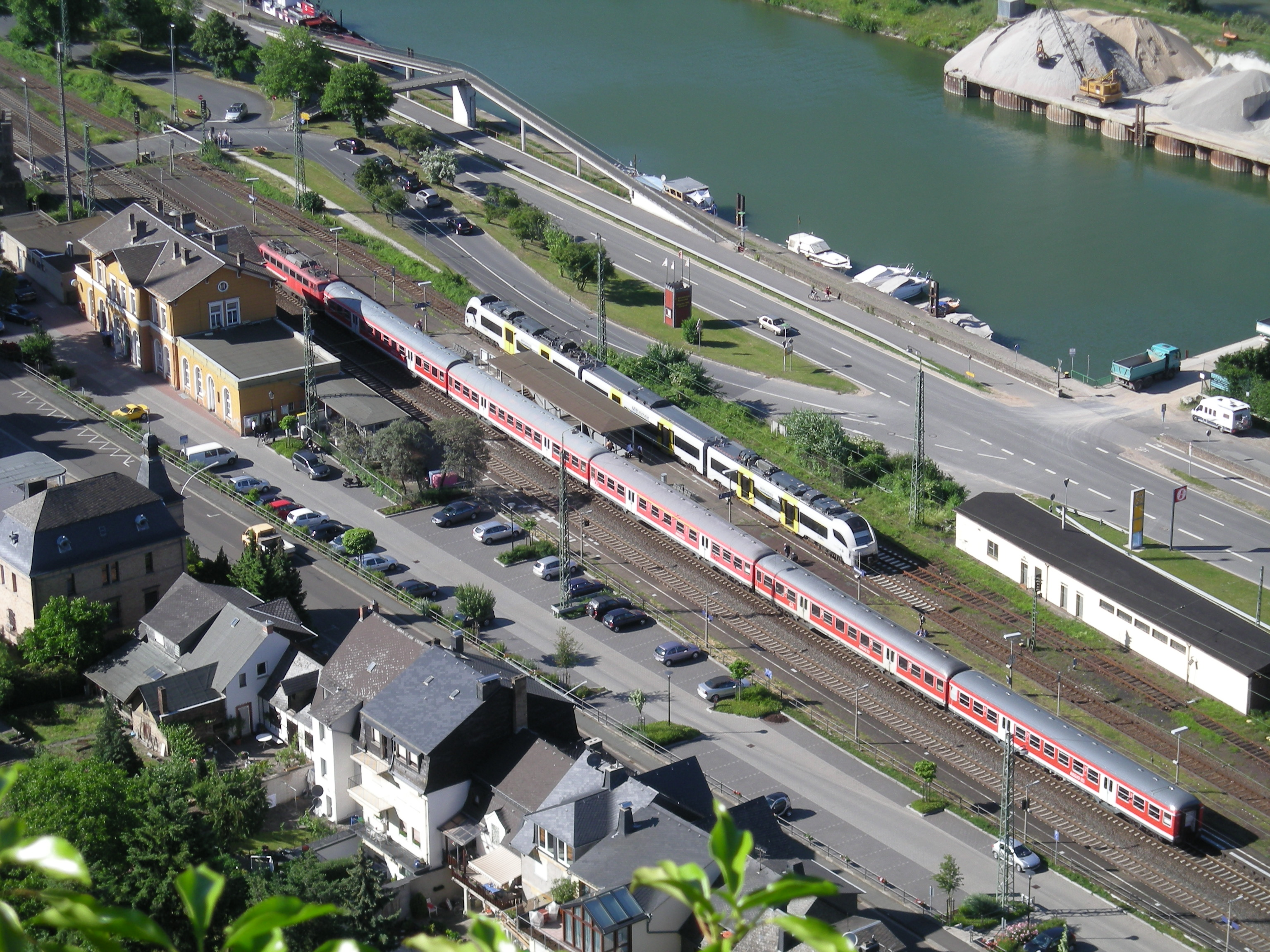
RE 2 (Mittelrhein-Main-Express) überholt MRB 32 (MittelrheinBahn) im Bahnhof Oberwesel.

Der Bahnhof Oberwesel besitzt ein Empfangsgebäude, in dem sich zurzeit nur Wohnungen und das Stellwerk befinden. Im Zugangsbereich zur Verkehrsstation können Tickets an zwei Fahrkartenautomaten erworben werden.
Die Verkehrsstation selbst verfügt über drei Bahnsteiggleise. Der Hausbahnsteig an Gleis 1 hat eine Höhe von 38 cm und eine Länge von 283 m. Von ihm gelangt man durch eine Personenunterführung zum Mittelbahnsteig, der an den Gleisen 2 und 3 liegt. Er hat ebenfalls die Höhe von 38 cm und eine Länge von 322 m. In der Regel fahren die Züge Richtung Mainz von Gleis 1 und die Züge Richtung Koblenz von Gleis 2 ab. Gleis 3 wird lediglich von Zügen genutzt, die hier beginnen oder enden bzw. (planmäßig oder außerplanmäßig) überholt werden.
Im Bahnhofsumfeld wurde im Zuge von Umbaumaßnahmen eine neue P+R-Anlage errichtet. Diese umfasst neben ca. 100 Parkplätzen auch Taxi-, Moped- und Fahrradparkplätze. Für die Verknüpfung mit dem regionalen Busverkehr stehen mehrere Bushaltestellen zur Verfügung.

## Verkehr
Im Schienenpersonennahverkehr bestehen die folgenden Verbindungen (Stand 2021):
| Linie | Verlauf | Takt                                   | Betreiber      |
| ----- | --- | -------------------------------------- | -------------- |
| RE2   | SÜWEX: Frankfurt (Main) Hbf – Frankfurt-Niederrad – Frankfurt (Main) Flughafen Regionalbf – Rüsselsheim – Mainz-Bischofsheim – Mainz Römisches Theater – Mainz Hbf – Ingelheim – Bingen (Rhein) Hbf – Bacharach – Oberwesel – Boppard Hbf – Koblenz Hbf Stand: Fahrplanwechsel Dezember 2021 | 120 min (zus. Züge wochentags zur HVZ) | DB Regio Mitte |
| RE 17 | Koblenz Hbf – Boppard Hbf – Oberwesel – Bingen (Rhein) Hbf – Bad Kreuznach – Bad Münster am Stein – Kaiserslautern Hbf | 120 min                                |                |
| RB 26 | MittelrheinBahn: (Köln/Bonn Flughafen –) (nur im Nachtverkehr) Köln Messe/Deutz – Köln Hbf – Köln West – Köln Süd – Hürth-Kalscheuren – Brühl – Sechtem – Roisdorf – Bonn Hbf – Bonn UN Campus – Bonn-Bad Godesberg – Bonn-Mehlem – Rolandseck – Oberwinter – Remagen – Sinzig (Rhein) – Bad Breisig – Brohl – Namedy – Andernach – Weißenthurm – Mülheim-Kärlich – Koblenz-Lützel – Koblenz Stadtmitte – Koblenz Hbf – Rhens – Spay – Boppard Hbf – Boppard-Bad Salzig – Boppard-Hirzenach – Sankt Goar – Oberwesel – Bacharach – Niederheimbach – Trechtingshausen – Bingen (Rhein) Hbf – Bingen (Rhein) Stadt – Bingen-Gaulsheim – Gau Algesheim – Ingelheim – Heidesheim (Rheinhessen) – Uhlerborn – Budenheim – Mainz-Mombach – Mainz Hbf Stand: Fahrplanwechsel Dezember 2021 | 60 min                                 | Trans Regio    |

An Sonn- und Feiertagen verkehren von Mai bis Oktober zusätzliche Ausflugszüge. Diese RE-Zugpaare fahren von Koblenz nach Wissembourg (Weinstraßen-Express) sowie von Karlsruhe nach Koblenz (Rheintal-Express).

## Denkmalschutz
Das Empfangsgebäude des Oberweseler Bahnhofs ist ein geschütztes Kulturdenkmal nach dem Denkmalschutzgesetz (DSchG) und in der Denkmalliste des Landes Rheinland-Pfalz eingetragen.
Seit 2002 ist das Empfangsgebäude Teil des UNESCO-Welterbes Oberes Mittelrheintal.